# Мефодий (Турнас)
Митрополит Мефодий (греч. Μητροπολίτης Μεθόδιος, в миру Гео́ргиос Турна́с, греч. Γεώργιος Τουρνάς; род. 19 ноября 1946, Нью-Йорк, США) — епископ Константинопольской православной церкви; митрополит Бостонский (с 2002).

## Биография
Родился 19 ноября 1946 года в Нью-Йорке, был третьим ребёнком в семье Василия и Ставрулы Турнас.
Начальное образование получил в греческой православной приходской соборной школе Нью-Йорка и в школе Мак-Бёрни на Манхэттене. Затем обучался в Греческом колледже в Бруклайне, штат Массачусетс, которое окончил в 1968 году со степенью магистра гуманитарных наук. Продолжил обучение в греческой Богословской школе Святого Креста там же, которую окончил в 1971 году со степенью бакалавра богословия (Bachelor of Divinity). В 1972 году получил степень магистра священной теологии (Master of Sacred Theology) Бостонского университета.
22 июля 1973 года рукоположен в сан диакона. Служил архидиаконом при главе греческой Архиепископии Северной и Южной Америки.
В 1975 году окончил богословский факультет Университета Аристотеля в Салониках.
25 декабря 1979 года рукоположён в сан пресвитера с назначением настоятелем Спиридоновского храма в Нью-Йорке.
18 июля 1982 году хиротонисан в титулярного епископа Скопельского, викария архиепископа Американского.
13 марта 1984 года назначен епископом Бостонским.
Заняв Бостонскую кафедру, озаботился строительством величественного епархиального центра, призвав верующих Бостонской епархии поддержать его в этом строительстве великолепного центра, расположенного по адресу 162 Goddard Avenue в Бруклайне. 14 сентября 1985 года был заложен фундамент этого здания. Строительство было завершено годом позже, 14 сентября 1986 года. Из этого центра, ставшего центром Константинопольского Патриархата в Новой Англии, исходит множество программ, которые служат и просвещают верующих и служат ознакомлению широкой общественности с православием. В 1986 году открыл в Бостоне странноприимный дом для тех, кто приезжал в Бостон лечиться и не мог позволить себе остановиться в отелях. В 1987 году организовал семинары по подготовке к браку для всех пар, вступающих в брак в Бостонской епархии. Это наиболее успешная программа, которая была адаптирована на национальном уровне.
С июля 1989 года по 1995 год являлся директором Греческого колледжа и Богословской школы Святого Креста в Бруклайне, штат Массачусетс.
24 ноября 1997 года Священный Синод Константинопольской Церкви наделил его титулом митрополита Анейского с оставлением за ним должности правящего архиерея Бостонской епископии.
Летом 1998 года приобрёл для епархии детский лагерь Мерримэк в Контукуке, штат Нью-Хэмпшир.
20 декабря 2002 года Священный Синод Константинопольского Патриархата сделал епархии в США митрополиями, а возглавлявшие их титулярные митрополита, в том числе митрополит Мефодий, стали титуловаться по своим американским кафедрам.
3 июля 2011 года принял участие в торжествах случаю 40-летия Первосвятительской интронизации Патриарха Болгарского Максима, прошедших в Патриаршем кафедральном соборе во имя святого благоверного князя Александра Невского в Софии.
24 мая 2015 года встретился Патриархом Московским и всея Руси Кириллом.